# Lipocosma illosalis
Lipocosma illosalis là một loài bướm đêm trong họ Crambidae.